# José Thurler
José Thurler (* 19. Juni 1913 in Nova Friburgo, Bundesstaat Rio de Janeiro, Brasilien; † 23. April 1992) war ein brasilianischer Geistlicher und römisch-katholischer Weihbischof in São Paulo.

## Leben
José Thurler empfing am 4. April 1942 das Sakrament der Priesterweihe.
Am 12. Februar 1959 ernannte ihn Papst Johannes XXIII. zum ersten Bischof von Chapecó. Der Apostolische Nuntius in Brasilien, Erzbischof Armando Lombardi, spendete ihm am 5. April desselben Jahres die Bischofsweihe; Mitkonsekratoren waren der Bischof von Palmas, Carlos Eduardo de Sabóia Bandeira Melo OFM, und der Weihbischof in São Paulo, Vicente Ângelo José Marchetti Zioni.
Am 22. März 1962 bestellte ihn Johannes XXIII. zum Titularbischof von Capitolias und zum Koadjutorbischof von Sorocaba. Thurler trat am 22. März 1965 als Koadjutorbischof von Sorocaba zurück. 1966 ernannte ihn Papst Paul VI. zum Weihbischof in São Paulo.
José Thurler nahm an allen vier Sitzungsperioden des Zweiten Vatikanischen Konzils teil.